# Der Schwarm (Spiel)
Der Schwarm nach dem Roman von Frank Schätzing ist ein Brettspiel von Wolfgang Kramer und Michael Kiesling für 2 bis 4 Spieler. Es erschien 2008 im Kosmos-Verlag und wurde von Franz Vohwinkel illustriert.

## Inhalt
- 1 Spielplan mit Forschungspunkteleiste
- 12 Schiffe, je 4 in den Farben gelb, rot, schwarz und weiß
- 24 Forschungsstationen (rechteckige Papp-Plättchen), je 6 in den Farben gelb, rot, schwarz und weiß
- je 1 Reihenfolgestein in den Farben gelb, rot, schwarz und weiß
- 4 Übersichtstafeln
- 28 Forscher, je 7 in den Farben gelb, rot, schwarz und weiß
- 112 Bojen, je 28 in den Farben gelb, rot, schwarz und weiß
- je 1 Punktezählstein in den Farben gelb, rot, schwarz und weiß
- 5 Gefahrenfiguren:
  - 1× Krebs
  - 2× Wal
  - 2× Tsunami
- 63 Schwarmplättchen:
  - 8 Vierer-Plättchen
  - 25 Dreier-Plättchen
  - 20 Zweier-Plättchen, rechtwinklig
  - 6 Zweier-Plättchen, gerade
  - 4 Goldene Plättchen
- 24 Aktionskarten:
  - 1 grüne Karte "Forschungsstation"
  - 13 helle Karten:
    - 5× Forscher
    - 5× Schiff
    - 1× Krebs
    - 1× Tsunami
    - 1× Wal

  - 6 blaue Karten
    - 2× Forschungsstation
    - 1 Forscher/Schiff
    - 1× Krebs
    - 1× Tsunami
    - 1× Wal

  - 4 Fähigkeitskarten
- 4 Reihenfolgekarten
- 4 Jokerkarten
- Spielanleitung (8 Seiten)

## Beschreibung
Die Spieler schlüpfen in die Rolle von Forschungsnationen, die ausgehend von ihren Forschungsstationen Schiffe ausschicken um den Schwarm zu erkunden und eine Verbindung zur Schwarmkönigin herzustellen. Dabei gilt es gefährlichen Krebsen, Walen und Tsunamis auszuweichen.
Das Spiel läuft über 3 (bei 3 und 4 Spielern) oder 4 (bei 2 Spielern) Durchgänge. Jeder Durchgang besteht aus den Phasen "Aktionskarten erwerben" und "Aktionskarten einsetzen" sowie einer Wertung am Ende des Durchgangs. Zu Beginn jedes Durchgangs wird abhängig von der Spielerzahl eine bestimmte Anzahl der hellen Aktionskarten, 2 blaue und die grüne Aktionskarte sowie der Stapel mit den Reihenfolgekarten am Rand des Spielfeldes ausgelegt. Reihum nehmen sich die Spieler nun eine Aktionskarte und zahlen dafür 0 bis 10 Forschungspunkte. Dabei verringern sich die Kosten für die weiter hinten liegenden Karten mit jeder entnommenen Karte. Wer keine Forschungspunkte besitzt muss immer die vorderste Karte nehmen. Jeder Spieler muss auch genau eine Reihenfolgekarte nehmen, die Reihenfolgekarte sind aber immer die teuersten Karten. Wer eine solche Karte nimmt darf aber zusätzlich eine der vier Fähigkeitskarten auswählen. Mit den Reihenfolgekarten wird bestimmt in welcher Reihenfolge die Spieler in der 2. Phase abwechselnd eine ihrer erworbenen Aktionskarten ausspielen. Damit haben die Spieler die Möglichkeiten neue Forschungsstationen zu errichten, Schiffe einzusetzen und zu bewegen und dabei Schwarmplättchen einzusammeln, Forscher einzusetzen oder den Schwarm zu erforschen bzw. Gefahren zu aktivieren. Am Ende des Durchgangs erhalten die Spieler Forschungspunkte für ihre größten Verbundsysteme, bestehend aus Forschungsstationen, Forschern, Bojen und Schiffen, die über Schwarmplättchen miteinander verbunden sind. Am Ende des letzten Durchgangs findet nach der Durchgangswertung noch eine Schlusswertung statt, bei der es Punkte für die Verbindung eigener Forschungsstationen mit der Schwarmkönigin sowie für die Verbindung von Forschungsstationen an verschiedenen Spielfeldseiten gibt. Der Spieler mit den meisten Forschungspunkten ist der Gewinner des Spiels.

## Spielkritiken
- Spielbox Ausgabe 1/09: "Grund zum Schwärmen?"